# Kornmanniaceae
Kornmanniaceae, rod zelenih algi, dio reda Ulvales. Postoje 6 rodova s 21 vrstom.

## Rodovi
1. Blidingia Kylin
2. Kornmannia Bliding
3. Lithotrichon Darienko & Pröschold
4. Neostromatella M.J.Wynne, G.Furnari & R.Nielsen
5. Pseudendoclonium Wille
6. Tellamia Batters